# Adriana Sage
Adriana Sage (16 de abril de 1980) es una actriz pornográfica mexicana retirada.
Adriana nació en México, pero radicó desde muy pequeña en San Diego, California. Antes de entrar al mundo del porno, trabajó como vendedora de helados en Baskin Robbins, en un hospital veterinario y entregando periódicos los 7 días de la semana.

## Carrera
Comenzó su carrera pornográfica a la edad 18 años, cuando se fue a radicar a Riverside, California, bailando en un club cercano y en una tienda de revistas para adultos. Seis meses después, en 1998, un cazatalentos la reclutó y comenzó a modelar para revistas para adultos. Ella eligió su nombre artístico de Adriana, su nombre real y Sage por los cómics de X-Men.
En 2004 fue nominada en los Premios AVN en la categoría de «Mejor escena de sexo». Se retiró de la industria porno en 2011.